# Маний Валерий Максим Корвин Месала
Вижте пояснителната страница за други личности с името Марк Валерий Месала.
Маний Валерий Максим Корвин Месала (на латински: Manius Valerius Maximus Corvinus Messalla) е политик на Римската република по времето на първата пуническа война от фамилията Валерии. Той е баща на Марк Валерий Максим Месала (консул 226 пр.н.е.).
През 263 пр.н.е. той е консул заедно с Маний Отацилий Крас. Той отива с четири легиона в Сицилия и има успех против картагенците и сиракузите. След това получава триумф. Неговата помощ за Месана (Месина) му носи името Месала, което се носи от фамилията му почти 800 години. Неговата победа е изобразена на стената на Курия Хостилия. Това е първият пример на историческа фреска в Рим. Освен това той донася първия слънчев часовник от Катания в Рим и го поставя на колона в Римския форум.
През 252 пр.н.е. Месала e цензор заедно с Публий Семпроний Соф и те деградират 400 екви за непослушание в Сицилия и изгонват 16 сенатори от сената.